# Holzheim (Neumarkt in der Oberpfalz)

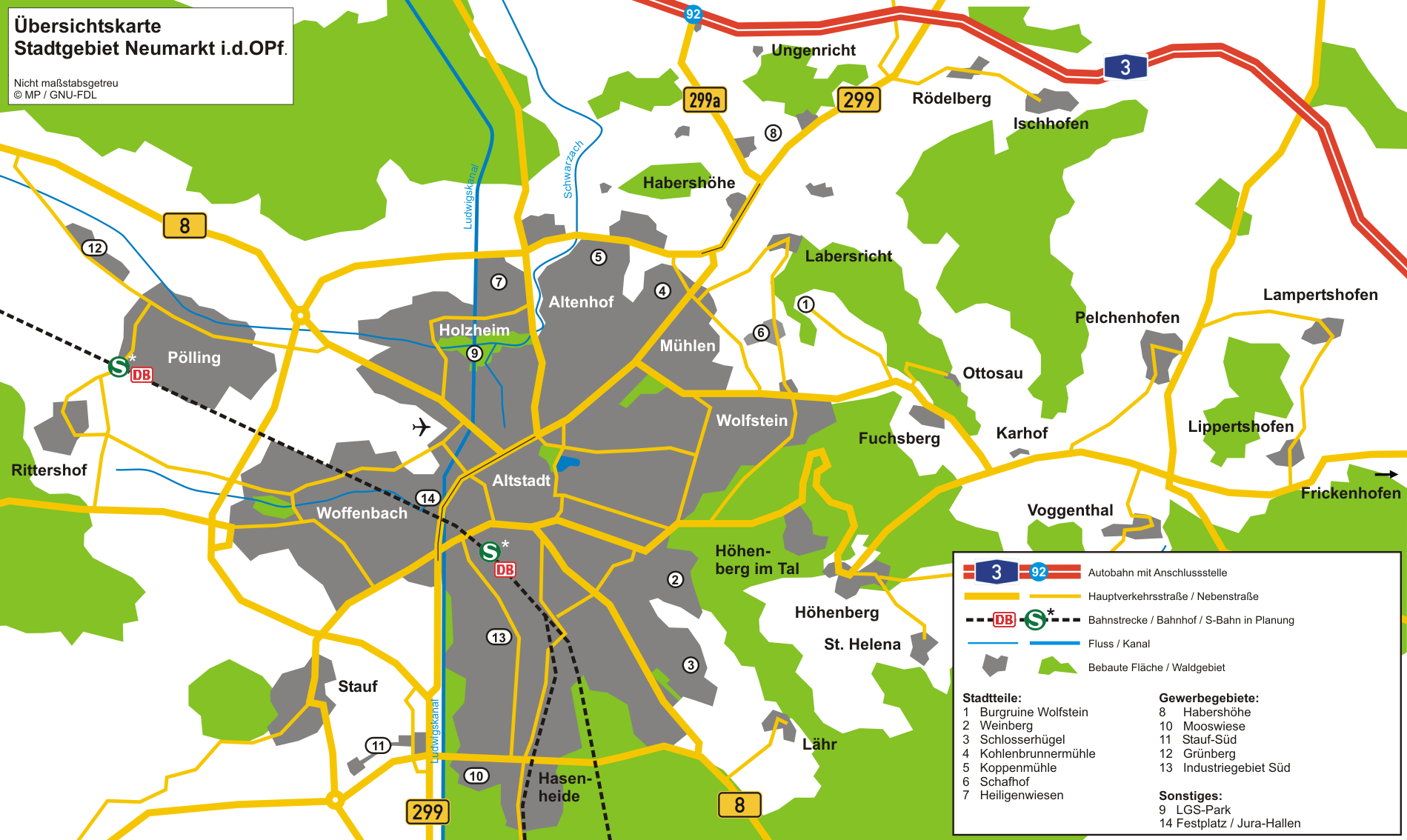
Stadtgebiet Neumarkt

Holzheim ist ein Gemeindeteil und eine Gemarkung der Großen Kreisstadt Neumarkt in der Oberpfalz. Die Einwohnerzahl liegt bei etwa 1.700.

## Geografie
Holzheim liegt auf etwa 420 m ü. NHN im Norden Neumarkts und wird von der Altdorfer Straße und dem Maierbach, einem Zufluss zur Schwarzach begrenzt.

## Geschichte
Am 1. Juli 1972 wurde die Gemeinde Holzheim im Rahmen der Gemeindegebietsreform nach Neumarkt in der Oberpfalz eingemeindet. Der Ort war Verwaltungssitz der ehemaligen Gemeinde Holzheim. Zur ehemaligen Gemeinde gehörten zwei Orte, das Kirchdorf Holzheim und die Einöde Großwiesenhof, die heute beide in der Gemarkung Holzheim der Großen Kreisstadt Neumarkt in der Oberpfalz liegen. Die Fläche der Gemarkung von etwa 473 Hektar ist identisch mit der Fläche der ehemaligen Gemeinde.

## Verkehr und Infrastruktur
In Holzheim befinden sich verschiedene Geschäfte und Läden des täglichen Bedarfs. Über den Beckenhofer Weg ist Holzheim an die Stadtumgehung Berliner Ring (B 299) angeschlossen. Die Buslinie 562 verbindet den Ort mit der Innenstadt und dem Bahnhof.

## Sehenswürdigkeiten

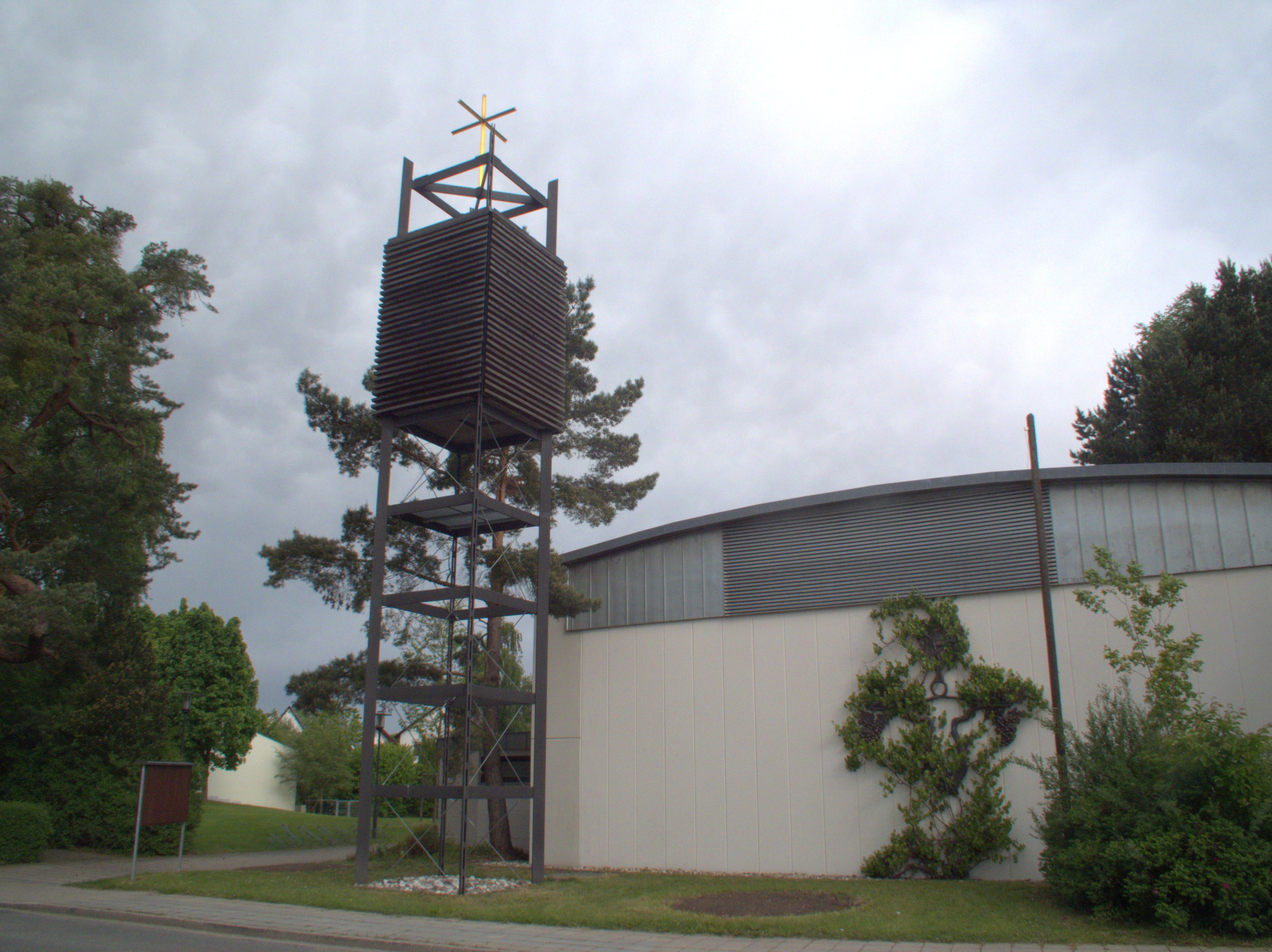
Holzheim: Filialkirche St. Walburga

In der Liste der Baudenkmäler in Neumarkt in der Oberpfalz sind für Holzheim zwei Baudenkmäler aufgeführt.
Im Osten steht die katholische Kirche St. Walburga, ein moderner Kirchenbau aus den 1970er Jahren, der kirchenrechtlich zur Pfarrei Pölling gehört.
Der Ludwig-Donau-Main-Kanal durchquert Holzheim von Nord nach Süd. Im Süden schließt sich dem Stadtteil das Gelände der Landesgartenschau 1998, der heutige LGS-Park an.